# 獅嶼
24°27′21″N 118°13′37″E / 24.4557079°N 118.2269356°E

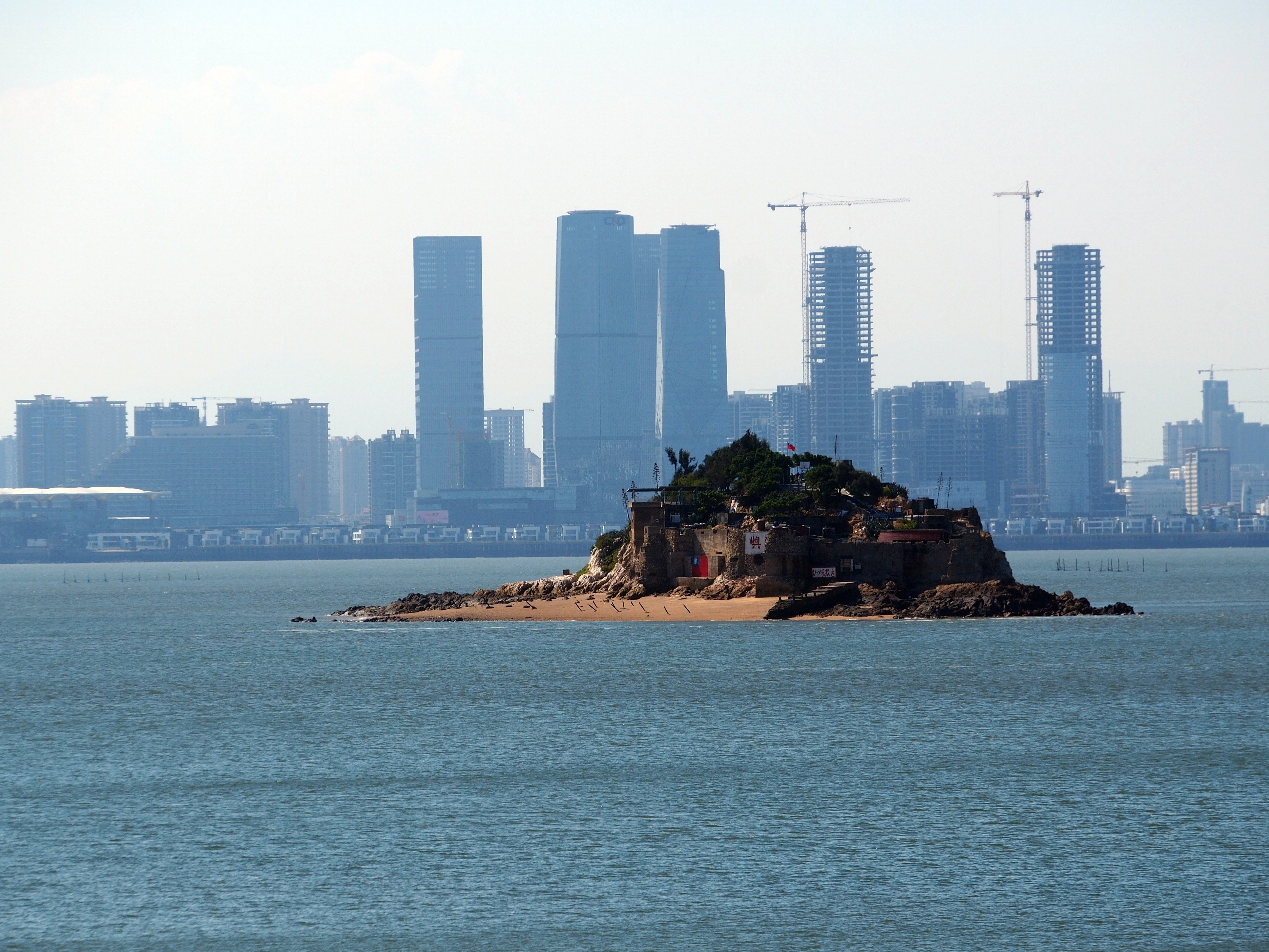
獅嶼，碼頭左側沙灘即1985屠船事件埋屍處，背景是厦門市

獅嶼為中華民國金門縣烈嶼鄉的島嶼，本名為鼠嶼，位於小金門島與廈門島之間的海域。該島位於烈嶼西北方約1,000公尺，面積為0.007平方公里。

## 歷史
獅嶼原名為鼠嶼。八二三砲戰期間，蔣經國（時任行政院政務委員與退除役官兵輔導委員會主任委員）屢次親赴金門周邊前線島嶼據點，1960年將鼠嶼改現名、覆鼎嶼改名復興嶼，虎仔嶼改名猛虎嶼，以求振奮守軍士氣。中華人民共和國不承認中華民國改名，在其地圖文件等仍稱“鼠嶼”。
1953年7月7日凌晨，中國人民解放軍第31軍第92師潛入鼠嶼發動襲擊，造成守軍3人死亡、4人被俘。
1985年元月，一艘中國大陸舢舨因機器故障誤闖警戒區，緊急表明平民身份後，金防部促令射殺船上六人，餘二人逃入海蝕洞跪地求饒，仍令將其推落峭壁摔死，事後搜船僅得一封湊足毛線票為母織衣過冬的家信手稿，後埋屍骸於碼頭左側沙灘。
2016年8月19日4點許，一位坐在保麗龍浮具上划槳過來的23歲陸籍男子登岸於獅嶼，立刻被獅嶼守備隊逮捕。

## 外部連接
- 中部地區巡防局第九海岸巡防總隊105年8月20日聯合獅嶼駐軍緝獲陸籍偷渡男子 （页面存档备份，存于）